# Tamopsis floreni
Tamopsis floreni là một loài nhện trong họ Hersiliidae. T. floreni được miêu tả năm 2004 bởi Rheims & Antonio D. Brescovit.